# فولتن (نیویورک)
فولتن (به انگلیسی: Fulton) شهری در شهرستان اوس ویگو ایالت نیویورک است که در سرشماری سال ۲۰۱۰ میلادی، ۱۱۸۵۵ نفر جمعیت داشته است. فولتن، به‌طور رسمی در تاریخ ۱۹۰۲ میلادی به‌عنوان یک شهر شناخته شد.